# Primus
Primus — американський рок-гурт.

## Історія гурту

### Ранні роки таFrizzle Fry(1984—1990)
Primus спочатку називався Primate і був заснований в Ель-Собранте, Каліфорнія вокалістом і басистом Лесом Клейпулом і гітаристом Тоддом Гатом. Дует спочатку мав труднощі при знаходженні барабанщика, поки друг Клейпула Вінс «Перм» Паркер не повернувся додому з армії й тріо зробили запис свого першого демо, фінансованого Клейпулом, який продав свій автомобіль. Primate змінили назву на Primus через «приблизно місяць», коли до них звернувся гурт під назвою The Primates, що погрожував судовим позовом через схожість їхніх назв.

## Дискографія
Студійні альбоми
- Frizzle Fry (1990)
- Sailing the Seas of Cheese (1991)
- Pork Soda (1993)
- Tales from the Punchbowl (1995)
- Brown Album (1997)
- Antipop (1999)
- Green Naugahyde (2011)
- Primus & the Chocolate Factory with the Fungi Ensemble (2014)

### Тури
- Bring the Noise Tour (1991)
- Roll the Bones Tour (1992)
- Zoo TV Tour (1992)
- Lollapalooza (1993)
- Liquid Pig Tour (1993)
- Counterparts Tour (1994)
- Punchbowl Tour (1995)
- Southbound Pachyderm Tour (1996)
- Brown Tour (1997)
- H.O.R.D.E. Tour (1997)
- SnoCore Tour (1998)
- Ozzfest (1999)
- Family Values Tour (1999)
- Antipop Tour (1999–2000)
- Tour de Fromage (2003–2004)
- Hallucino-Genetics Tour (2004)
- The Beat a Dead Horse Tour (2006)
- Summer Tour (2010)
- The Oddity Faire Tour (2010)
- Primus World Tour (2011)
- Guinea Pig Tour (2011)
- Green Naugahyde Tour (2011)
- Spring Tour (2012)
- Summer Camp Music Festival (2012)
- 3D Tour (2012)
- 3D Tour 2013 (2013)
- Spring Tour 2014 [Архівовано 26 серпня 2015 у Wayback Machine.] (2014)
- Primus and the Chocolate Factory (2014)